# Hunde (langue)
Cette page contient des caractères spéciaux ou non latins. S’ils s’affichent mal (▯, ?, etc.), consultez la page d’aide Unicode.
Pour les articles homonymes, voir Hunde.
Le hunde ou kihunde est une langue bantoue parlée par les Hunde, établis entre les lacs Édouard et Albert, dans les territoires de Masisi et Rutshuru dans la province du Nord-Kivu en République démocratique du Congo.

## Classification
Le hunde est identifié par D.51 dans la classification de Guthrie, J.51 dans celle de Tervuren.